# (3768) Monroe
(3768) Monroe es un asteroide perteneciente al cinturón de asteroides, descubierto el 5 de septiembre de 1937 por Cyril V. Jackson desde el Observatorio Union, en Johannesburgo, Sudáfrica.

## Designación y nombre
Designado provisionalmente como 1937 RB. Fue nombrado Monroe en honor a la cantante y actriz estadounidense Marilyn Monroe.